# Laurenne Ross
Laurenne Ross, född den 17 augusti 1988 i Edmonton, Alberta, Kanada, är en amerikansk alpin skidåkare. Hon har specialiserat sig i störtlopp och super-G.
Familjen flyttade från Kanada till Oregon i USA när Laurenne Ross var sju år gammal. Hon lärde sig tidigt att åka skidor, då hennes far också var alpin skidåkare. Hon är vid sidan av skidåkandet en konstnärlig begåvning; hon spelar flera musikinstrument och studerar vid en konstakademi i Oregon.
Ross deltog i OS 2014, där hon hamnade på elfte plats i störtlopp. Hon tävlade i världsmästerskapen 2011, 2013 och 2015. I juniorvärldsmästerskapen tävlade hon 2006 och 2008 där hon bl.a. ställde upp i för henne den ovanliga grenen storslalom. Även i VM 2013 prövade hon på denna disciplin, där hon åkte ur i andra åket. Som övriga meriter genom åren kan nämnas ett stort deltagande i både europacupen och nordamerikanska cupen. 
Laurenne Ross har under senare år uppvisat de bästa resultaten i världscupen, med en andra plats 2013 i störtlopp i Garmisch-Partenkirchen och en andra plats i super-G i Soldeu-El Tarter 2016.